# 第一石鹸
第一石𫠗株式会社（だいいちせっけん）は、群馬県邑楽郡板倉町に本社を置く。洗剤・医薬部外品・化粧品などを製造する企業。豊田通商の関連会社。

## 沿革
- 1953年11月20日 - 大阪市で創業。
- 1961年2月 - トーメンと業務提携。
- 1984年 - 本社を大阪市から現在地に移転。
- 1998年10月27日 - 設立。

## 事業所
- 本社（群馬県邑楽郡板倉町）
- 九州事業所（福岡県北九州市小倉北区）